# Iskăr
För andra betydelser, se Iskăr (olika betydelser).

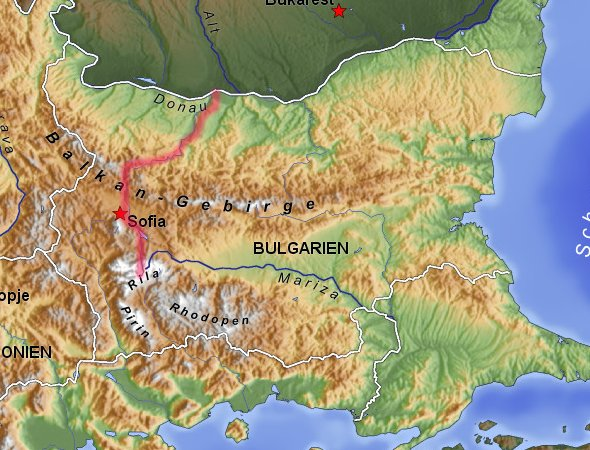
Flodens läge (rödmarkerad).

Ìskăr (bulgariska: Искър, latin Oescus), även Iskra, är den längsta (höger)bifloden till Donau i Bulgarien. Den är 369 kilometer lång. Den rinner upp på de norra sluttningarna av Rilabergen och används för att bilda Iskărdammen – den största dammen i Bulgarien med en yta av cirka 30 km². Floden flyter nära Sofia och rinner igenom en bergsklyfta i Balkanbergen med vackra klippformationer. Den flyter ut i Donau nära byn Gigen.